# يوسف بوت
يوسف بوت (18 أكتوبر 1989 بتورونتو في كندا - ) هو لاعب كرة قدم باكستاني في مركز حراسة المرمى. شارك مع منتخب كندا تحت 20 سنة لكرة القدم ومنتخب باكستان تحت 23 سنة لكرة القدم ومنتخب باكستان لكرة القدم. أما مع النوادي، فقد لعب مع نادي هيليراب وIF Skjold Birkerød ‏ وBrønshøj Boldklub ‏ وSvebølle BI 2016 ‏ وBoldklubben Skjold ‏ وBoldklubberne Glostrup Albertslund ‏.

## وصلات خارجية
- يوسف بوت على موقع قاعدة بيانات كرة القدم.إي يو (الإنجليزية)
- يوسف بوت على موقع ناشيونال فوتبول تيمز (الإنجليزية)
- يوسف بوت على موقع Soccerway.com (الإنجليزية)
- يوسف بوت على موقع GSA (الإنجليزية)